# Бреденфельде
Бреденфельде (нім. Bredenfelde) — громада в Німеччині, розташована в землі Мекленбург-Передня Померанія. Входить до складу району Мекленбургіше-Зенплатте. Складова частина об'єднання громад Штафенгаген.
Площа — 8,58 км2. Населення становить 185 ос. (станом на 31 грудня 2020).

## Галерея

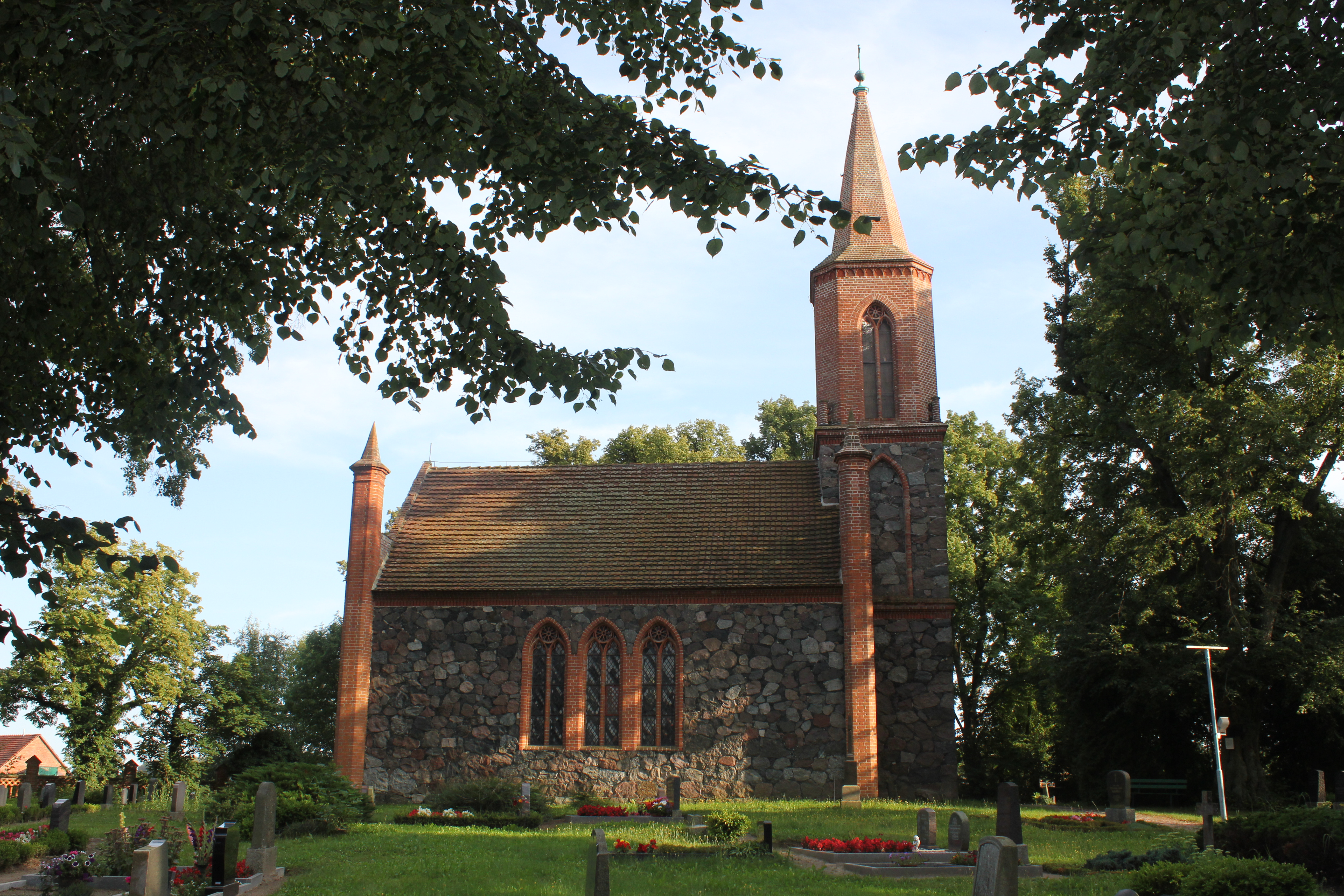
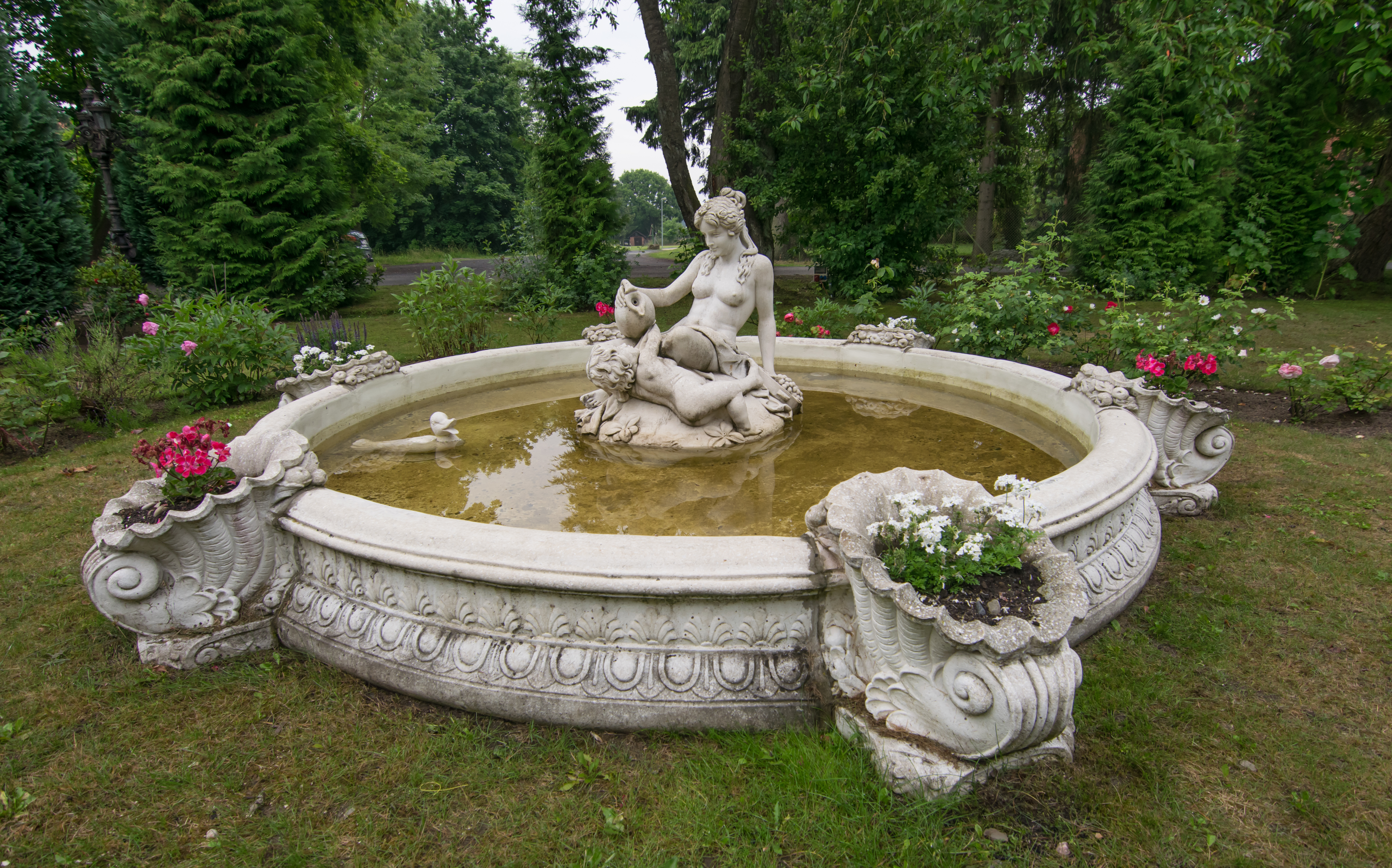